# Brachypelma aureoceps
Brachypelma aureoceps is een spin, die behoort tot de vogelspinnen. Deze bodembewonende soort komt voor in wouden in Midden-Amerika, voornamelijk in Mexico en Guatemala, maar komt ook frequent voor in de Verenigde Staten (voornamelijk Florida en Californië). De spin is vrij territoriaal ingesteld en zal brandharen strooien bij het indringen van hun territorium.
De spin groeit niet zo snel en wordt niet erg oud voor een Brachypelma-soort. De spanwijdte van de spin kan bij een volwassen exemplaar tot 13 cm bedragen.
1. ↑  (en) Brachypelma aureoceps op de IUCN Red List of Threatened Species.